# کیم سو جین
کیم سو جین (کره‌ای: 김수진؛ زادهٔ ۲۹ سپتامبر ۱۹۷۴) بازیگر اهل کره جنوبی است. او حرفهٔ بازیگری در سینما را در سال ۲۰۰۱ و در فیلم وانی و جونها آغاز کرد. او در سریال‌های مختلفی از جمله در مدرسه ۲۰۱۷، نوازش قلبت، آنا و افسانه نه دم ۱۹۳۸ حضور یافت.

## فیلم‌شناسی

### فیلم
| سال  | عنوان                    | نقش                         | توضیحات    |
| ---- | ------------------------ | --------------------------- | ---------- |
| ۲۰۰۱ | وانی و جونها             | یونگ-سوک                    |            |
| ۲۰۰۲ | جنگل آبمیوه              | گزارشگر                     |            |
| ۲۰۰۴ | لبخند                    | همسر مین-سو                 |            |
| ۲۰۰۶ | دختر خوب                 |                             | فیلم کوتاه |
| ۲۰۱۲ | ناتوان                   | همسر جونگ-گون               |            |
| ۲۰۱۲ | برج                      | همسر یونگ-گی                |            |
| ۲۰۱۴ | زندگی درخشان من          | خبرنگار کیم                 |            |
| ۲۰۱۵ | دزدان                    | خواهر کوچکتر پدر کیم        |            |
| ۲۰۱۶ | بازیگر عالی              | هه-وون                      |            |
| ۲۰۱۶ | تونل                     | شرکت کننده در جلسه عمومی بی |            |
| ۲۰۱۶ | استراحت تنهایی           | همسر گانگ-جه                |            |
| ۲۰۱۶ | آسورا: شهر جنون          | زن عضو شورای شهر            |            |
| ۲۰۱۶ | بدرفتاری                 | معلم زن ۱                   |            |
| ۲۰۱۶ | سینگل رایدر              | بیوه                        |            |
| ۲۰۱۷ | قلب تیره                 |                             | [ ۳ ]      |
| ۲۰۱۷ | ۱۹۸۷: وقتی روز فرا می‌رسد | مادر یون-هی                 | [ ۳ ]      |
| ۲۰۱۸ | توقف‌ناپذیر               | وکیل                        |            |
| ۲۰۱۹ | تولد                     | مادر وو-چان                 |            |